# Djupvatten
Djupvatten är en sjö i Orusts kommun i Bohuslän och ingår i Göta älv-Bäveåns kustområde. Sjön är 9 meter djup, har en yta på 0,036 kvadratkilometer och är belägen 50 meter över havet. Vid provfiske har abborre, gädda och mört fångats i sjön.